# Katherine Endacott
Katherine Endacott (née le 29 janvier 1980) est une athlète britannique spécialiste du sprint. 

## Biographie

### Palmarès
| Date | Compétition                       | Lieu      | Résultat | Épreuve    | Performance  |
| ---- | --------------------------------- | --------- | -------- | ---------- | ------------ |
| 2003 | Universiade d'été                 | Daegu     | 7e       | 200 mètres | 24 s 29      |
| 2010 | Championnats d'Europe par équipes | Bergen    | 4e       | 4 x 100 m  | 43 s 77      |
| 2010 | Jeux du Commonwealth              | New Delhi | 2e       | 100 mètres | 11 s 44 (PB) |
| 2010 | Jeux du Commonwealth              | New Delhi | 1re      | 4 x 100 m  | 44 s 19      |

### Records
| Épreuve    | Épreuve   | Performance | Lieu       | Date            |
| ---------- | --------- | ----------- | ---------- | --------------- |
| 60 mètres  | Salle     | 7 s 34      | Sheffield  | 13 février 2005 |
| 100 mètres | Plein air | 11 s 44     | New Delhi  | 7 octobre 2010  |
| 200 mètres | Plein air | 23 s 75     | Portsmouth | 21 juin 2003    |
| 200 mètres | Salle     | 23 s 57     | Sheffield  | 14 février 2010 |